# St. Laurent (Diekirch)

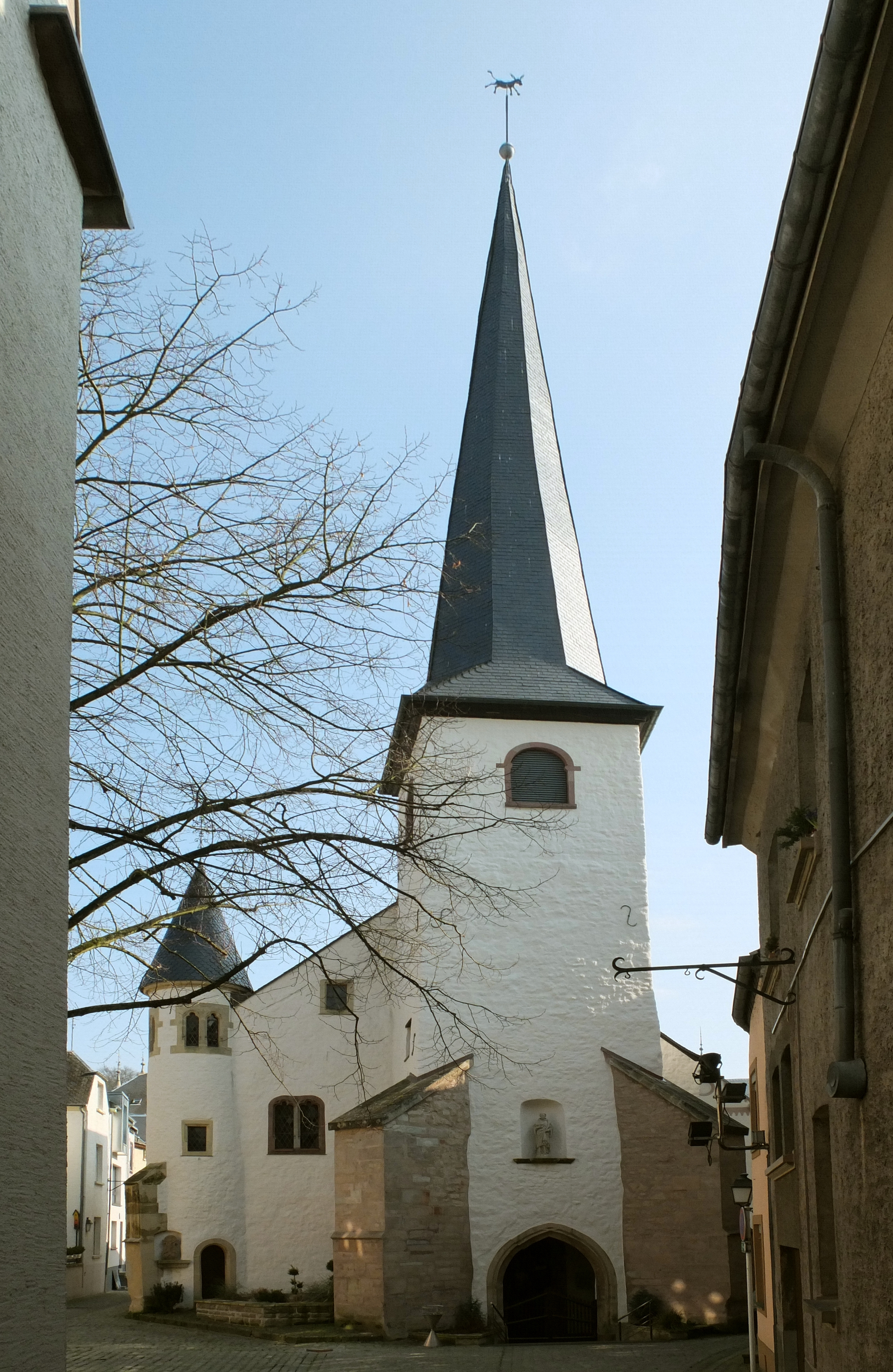
St. Laurent in Diekirch

Die alte St.-Laurent-Kirche steht in Diekirch im Großherzogtum Luxemburg. Sie stammt aus dem 6. Jahrhundert und wurde 1868 durch die neue St.-Laurent-Kirche ersetzt.

## Geschichte
Im 6. oder 7. Jahrhundert wurde auf den Überresten einer römischen Halle ein christliches Gebäude errichtet. Beim Bau des Heiligtums standen noch die West- und Südseite der Halle mit einer Höhe von 7 m, was in etwa der Höhe der Pfeiler entspricht. In der Mitte der Südwand ist noch der obere Teil des 2,9 m hohen und 2,5 m breiten Rahmens des Eingangstores zu sehen. Rechts von diesem Tor verbirgt heute eine gotische Säule ein romanisches Fenster, von denen es früher vier oder fünf auf der Nord- und Südseite gab.
Zu einem unbekannten Zeitpunkt wurde an der Nordseite ein kleiner Raum angebaut.
In einer dritten Phase wurde die romanische Tür zugemauert und eine neue, 1,35 m breite Tür an der Westseite errichtet. Die Mauern dieser vorromanischen Kirche wurden um 2,5 m erhöht und mit fünf kleinen Fenstern versehen. An der Außenseite des Westgiebels wurde ein Kreuz aus römischen Hohlblocksteinen angebracht.
Da vom Häreberg Erde herabgespült wurde, lag das äußere Geländeniveau um das Jahr 1000 1,6 m höher als das innere, das dann teilweise eingeebnet wurde, indem man den Boden der Kirche um 1 m anhob und kleine Stufen zur Kirche hinabführte. An der Ostseite wurde ein runder Chor angebaut. Um die Kirche herum befand sich ein Friedhof, der vom 10. bis zum 17. Jahrhundert genutzt wurde. Die Krypta unter der Kirche ist von außen durch ein unterirdisches Fenster des gegenüber der Kirche gelegenen Museums sichtbar.
Im 12. Jahrhundert wurde an der Westseite ein romanischer Glockenturm angebaut.
In einer sechsten Phase brachte die Gotik große Veränderungen mit sich. Im Jahre 1467 wurde die Kirche nach Norden erweitert, so dass sich das Eingangstor nicht mehr in der Mitte befand und die neue Breite von 12 m den Bau von zwei Schiffen ermöglichte. Die runde Apsis wurde durch einen quadratischen Chor ersetzt, die Holzdecke erhielt ein spätgotisches Kreuzrippengewölbe, und die fünf kleinen Fenster wurden durch drei große Fenster ersetzt. Der Fußboden im Inneren wurde auf das heutige Niveau angehoben, und außen wurden Stützmauern aus rötlichem Kalkstein errichtet. Ebenfalls aus dem 15. Jahrhundert stammen die Fresken im Hauptschiff, die den Heiligen Eligius darstellen, sowie die Fresken im Chor, die vor allem Szenen aus dem Leben des Heiligen Laurentius zeigen. Die Deckenfresken mit Pflanzenmotiven entstanden erst im 16. und 17. Jahrhundert.
1754 wurde die Kirche durch einen Brand zerstört. Beim Wiederaufbau wurde die Säule auf der linken Chorseite entfernt, um den Altar besser sehen zu können.
Die Kirche diente bis 1868 als Pfarrkirche und wurde dann durch die heutige Dekanatskirche neben dem Kloster (Place Guillaume) ersetzt. Der Gemeinderat hatte 1879 und erneut 1897 beschlossen, die alte Kirche abreißen zu lassen. Die immer mehr verfallene Kirche wurde schließlich 1912 unter der Leitung des Staatsbaumeisters Karl Arendt erstmals restauriert. Dabei wurde auch der Rundturm an der Nordwestecke angefügt.
Am 13. September 1978 wurde die Kirche als Nationaldenkmal eingestuft.
Im Jahr 2013 wurden Renovierungsarbeiten am Turm der Kirche durchgeführt, und im Mai wurde der Hahn der Kirche entfernt und durch einen Esel ersetzt. Im August 2013 teilte das Kultusministerium der Gemeinde mit, dass der Esel entfernt werden müsse, da bei Renovierungsarbeiten an einem denkmalgeschützten Gebäude nichts verändert werden dürfe. Die Nachfolgerin von Octavie Modert im Kultusministerium, Maggy Nagel, sah die Sache nicht so eng und erklärte, sie wolle sich nicht mit solch unwichtigen Fragen beschäftigen. Wenn die Gemeinde Diekirch der Meinung sei, dass der Esel auf dem Turm gut und wichtig sei, dann solle er dort bleiben, mit oder ohne Genehmigung.

## Beschreibung

### Römische Halle
Die rechteckige Halle war 16 Meter × 10 Meter groß und wurde mit einem Hypokaustum beheizt, der heiße Luft in symmetrischen Kanälen unter dem Boden und in Rohren in der Wand nach oben leitete. Diese wurden aus Hohlziegeln gebaut, was im Inneren der Kirche und in der Krypta zu sehen ist. Die Holzkohle wurde in einem Heizraum außerhalb der Halle an der Stelle verbrannt, an der heute der Turm steht.

### Kirche
Die Kirche ist zweischiffig mit einem gotischen Kreuzrippengewölbe. In der Nordwestecke steht ein Rundturm. Dominiert wird das Bauwerk vom Glockenturm, dessen Erdgeschoss eine offene Veranda bildet. Einer der mächtigen Strebepfeiler, die die Gewölbe stützen, stammt aus dem Jahr 1563. Die Süd- und Westwände stammen größtenteils aus der römischen Zeit. Die Schlusssteine der Gewölbe sind mit religiösen Motiven oder Wappen verziert, z. B. Gondersdorf, Schall de Bell, Bourscheid. Andere Embleme erinnern an die in der Stadt ansässigen Zünfte oder Berufe. Die Kirche besitzt Reste von Fresken mit Szenen aus dem Leben des Heiligen Laurentius im Chor und eine Darstellung des Heiligen Eligius im Langhaus aus dem 15. Jahrhundert sowie Deckenfresken mit Pflanzenmotiven aus dem 16. und 17. In der Krypta unter der Kirche befinden sich römische und merowingische Steinsarkophage. Die barocken Holzstatuen zweier Bischöfe im Chor waren ein Geschenk von Joseph Bech. In einer Nische der Südwand steht eine Statue des Heiligen Rochus aus dem 18. Jahrhundert.

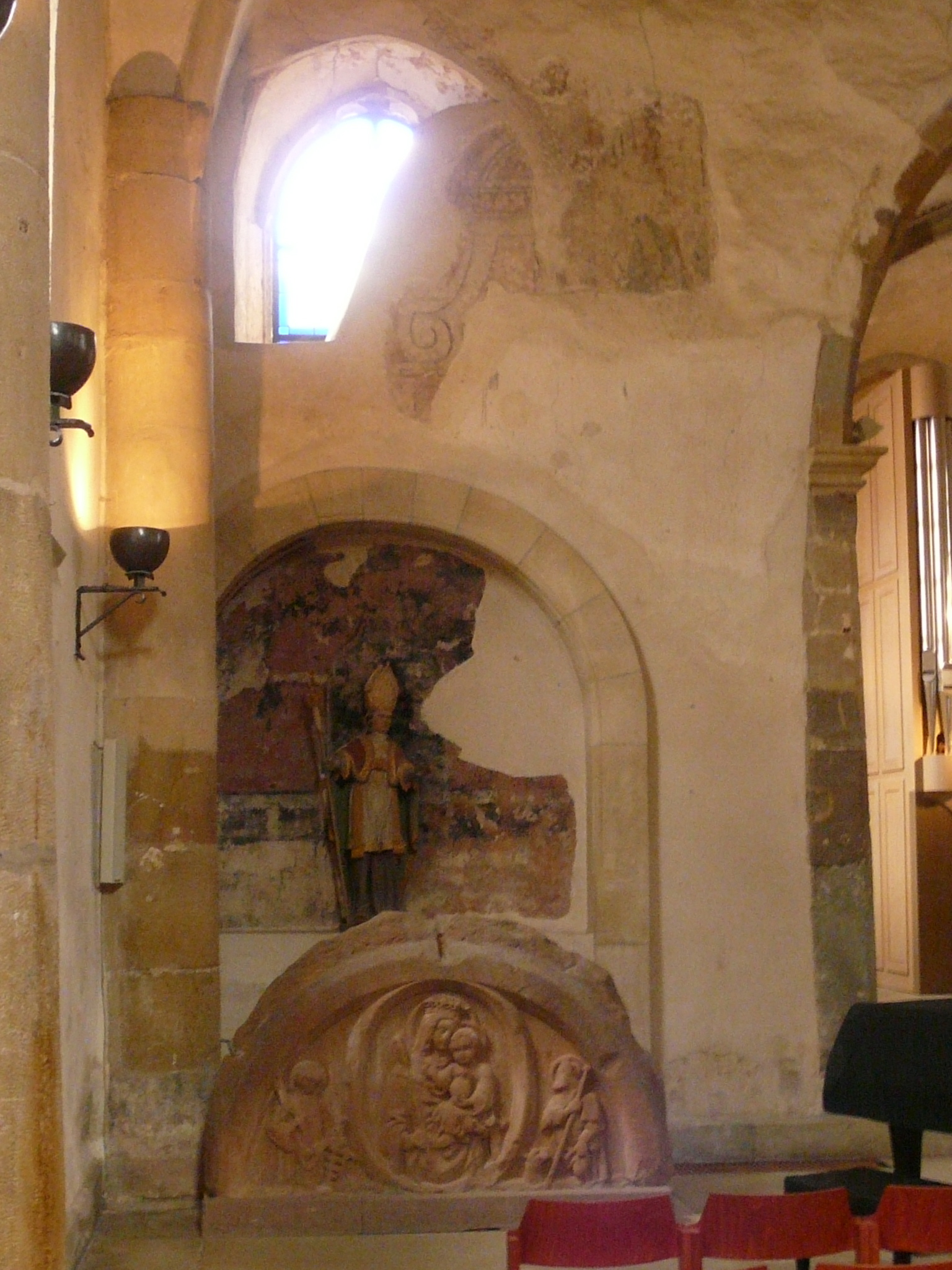
Fresko des Hl. Eligius
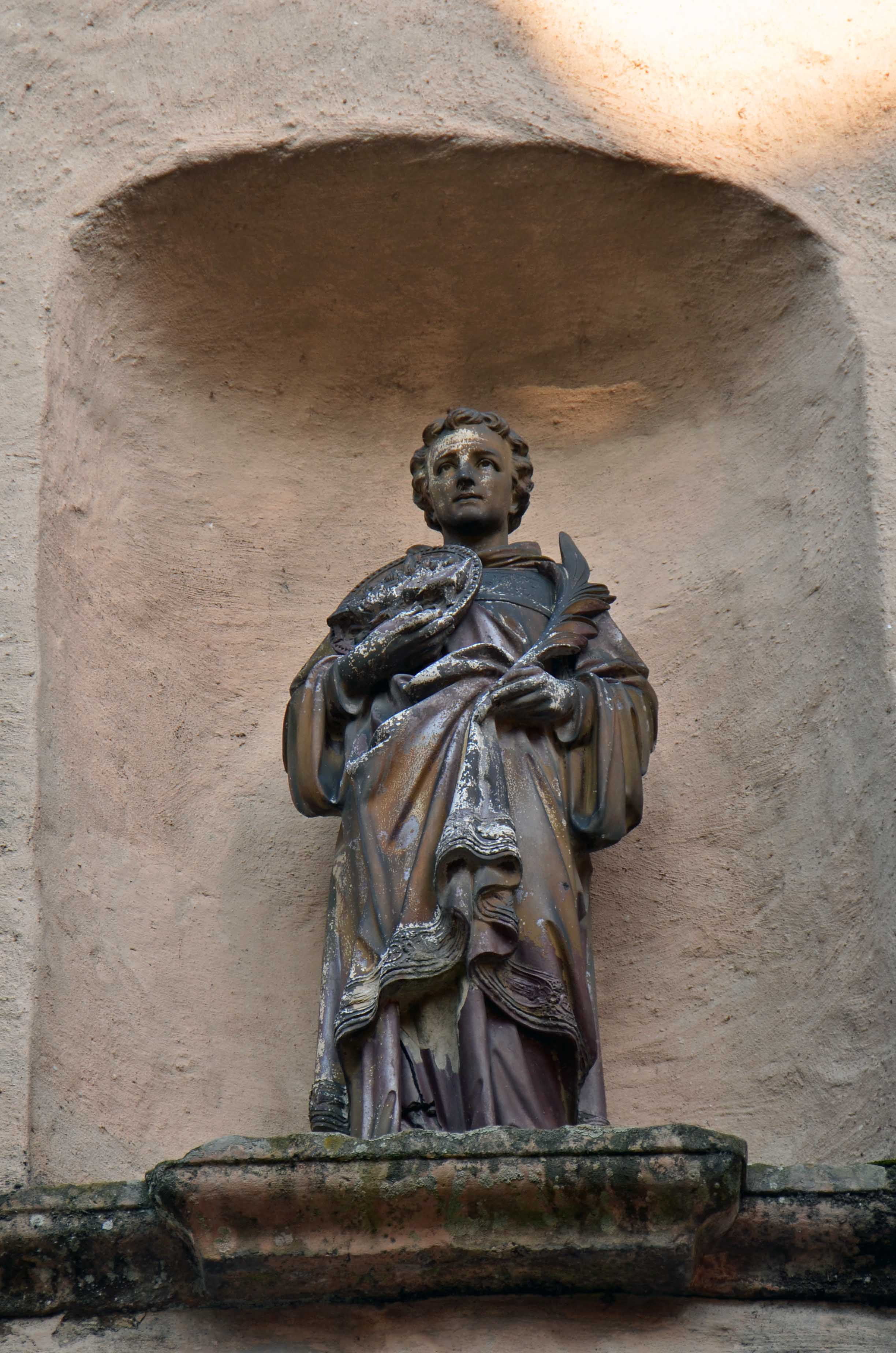
Statue des Hl. Laurentius an der Außenfassade
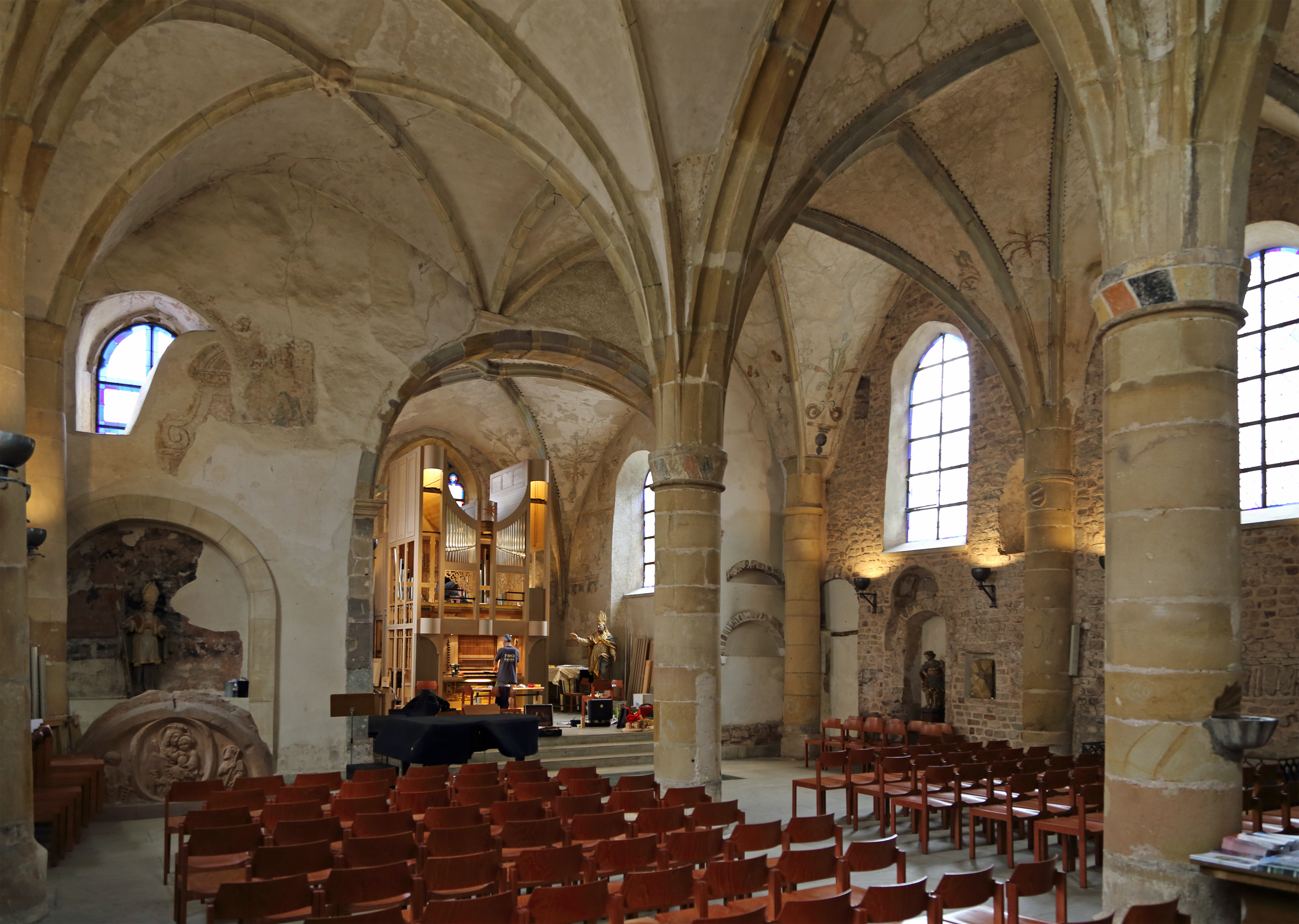
Inneres der Kirche
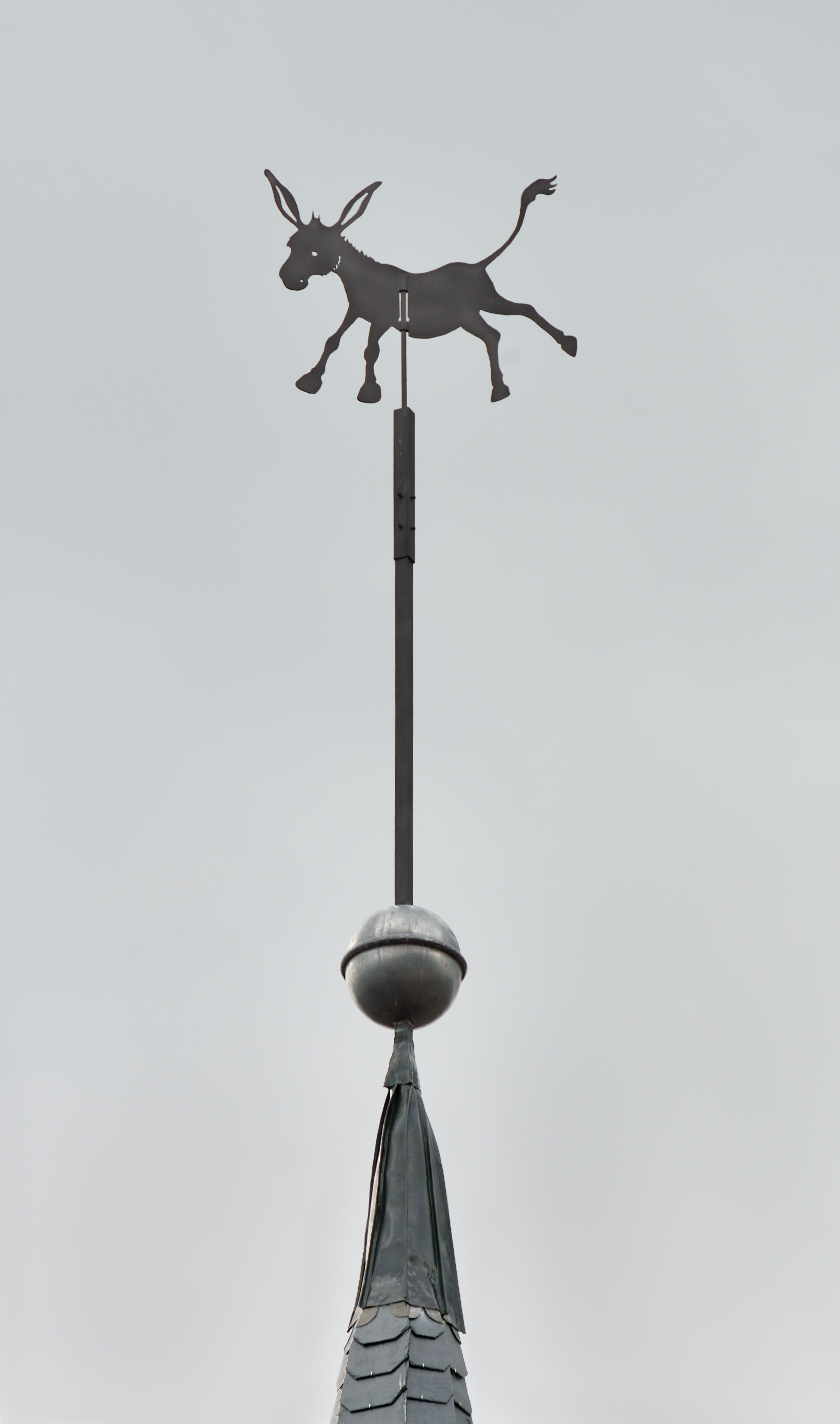
Esel an der Turmspitze

## Orgel

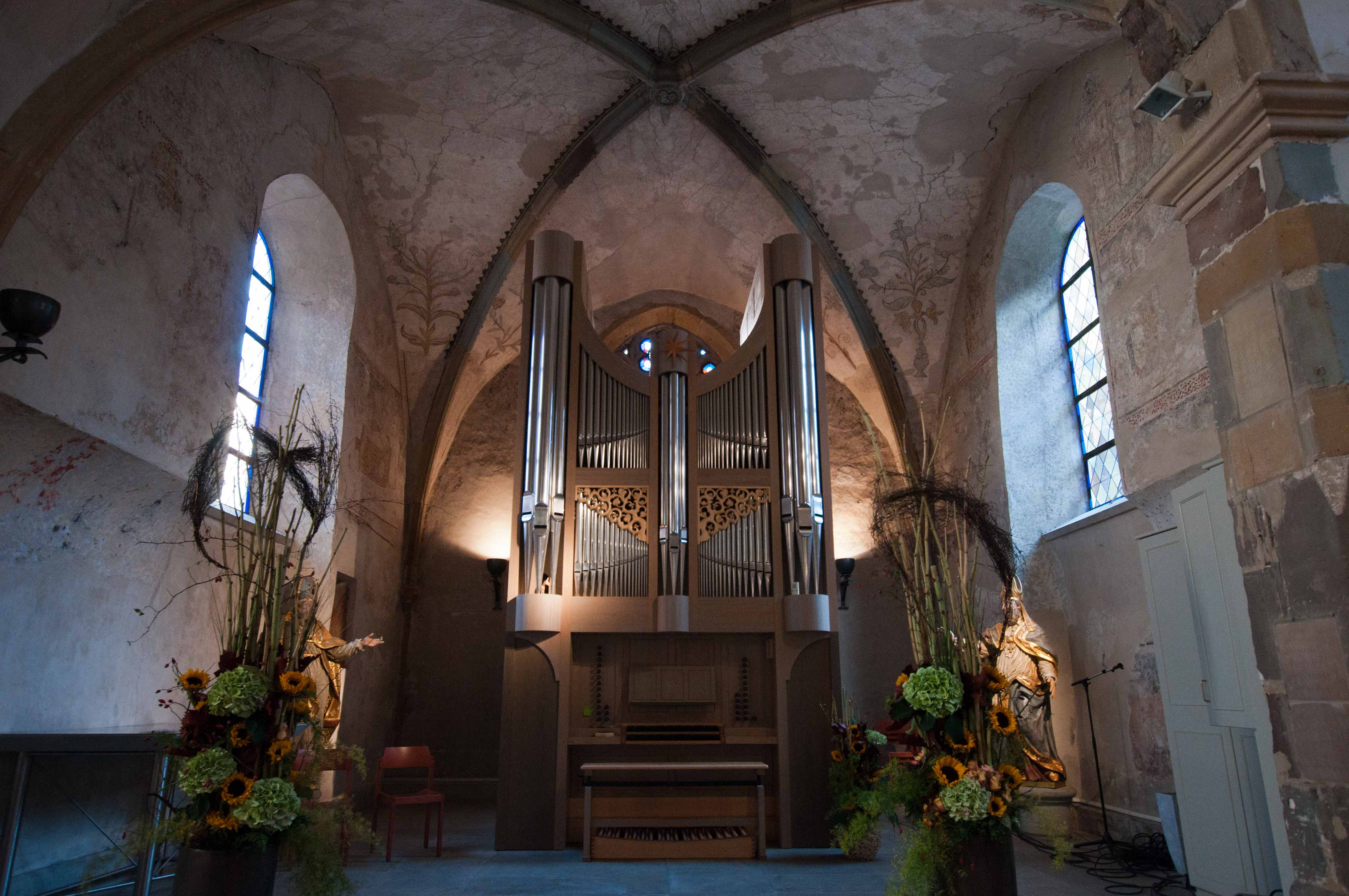
Orgel von Romanus Seifert & Sohn

Die Orgel wurde 1999 von Romanus Seifert & Sohn aus Kevelaer gebaut. Die elf Register des zweiten Manuals stehen auf Wechselschleife und können nach Bedarf auch im ersten Manual gespielt werden. Die Disposition lautet:
| I Manual C–g3 |    |
| Voce humana   | 8′ |

| II Manual C–g3 Wechselschleife mit Man. I |        |
| Principal                                 | 8′     |
| Rohrflöte                                 | 8′     |
| Gamba                                     | 8′     |
| Octave                                    | 4′     |
| Spitzflöte                                | 4′     |
| Quinte                                    | 2 ⁄3′  |
| Principal                                 | 2′     |
| Flöte                                     | 2′     |
| Terz                                      | 1 3⁄5′ |
| Mixtur IV                                 | 1 ⁄3′  |
| Trompete                                  | 8′     |
| Tremulant                                 |        |

| Pedal C–f1 |     |
| Subbass    | 16′ |
| Offenflöte | 08′ |
| Fagott     | 16′ |

- Neben- und Effektregister: Cymbelstern, Louis
- Koppeln: II/I, I/P, II/P
- Traktur: Schleifladen, vollmechanisch